# Eleotris feai
Eleotris feai är en fiskart som beskrevs av Thys van den Audenaerde och Tortonese, 1974. Eleotris feai ingår i släktet Eleotris och familjen Eleotridae. Inga underarter finns listade i Catalogue of Life.